# 5708 Melancholia
Az 5708 Melancholia (ideiglenes jelöléssel 1977 TC1) a Naprendszer kisbolygóövében található aszteroida. Paul Wild fedezte fel 1977. október 12-én.